# Đồng vietnamita
El Đồng es la moneda de curso legal de Vietnam desde el 3 de mayo de 1978. Su código ISO 4217 es VND. El símbolo monetario es una d barrada y subrayada (₫). Oficialmente, se divide en 10 hào o 100 xu.

## Historia

### Đồng de Vietnam del Norte
En 1946, el gobierno de Vietnam del Norte introdujo su propia moneda, el đồng, que sustituyó a la piastra de la Indochina francesa a la par. Le siguieron dos revaluaciones, en 1951 y 1958, la primera a 100:1 y la segunda a 1000:1

### Đồng la República de Vietnam
En 1953 se emitieron billetes denominados tanto en piastras como en đồng. El 22 de septiembre de 1975 tras la caída de Saigón, la moneda de Vietnam del Sur se sustituyó por un nuevo đồng con una tasa de cambio de 500:1

### Đồng de la República Socialista de Vietnam
Tras la reunificación de Vietnam el 3 de mayo de 1978 el đồng también se unificó. El nuevo đồng equivalía a 1 đồng de Vietnam del Norte, o 0,80 đồng de Vietnam del Sur. El 14 de septiembre de 1985 el đồng se revaluó, valiendo 10 đồng antiguos. Con esta revaluación empezó un ciclo de inflación crónica que continuó hasta bien entrados los años 1990. En la actualidad es una de las monedas con menor valor en el mundo.

## Monedas
En 1978 (fechadas en 1976) se acuñaron monedas de aluminio en denominaciones de 1, 2 y 5 hao y 1 đồng. Debido a la inflación, las monedas no circularon durante muchos años. Desde 1986 se acuñan monedas conmemorativas en cobre, latón, cuproníquel, plata y oro, sin embargo nunca han estado en circulación.

| Denominación | Emisión | Metal | Anverso            | Reverso                                                 |
| ------------ | ------- | ----- | ------------------ | ------------------------------------------------------- |
| 1 Hao        | 1976    | Al    | Emblema de Vietnam | 1 HÀO - NGÀN HÀNG NHÀ NƯỚC VIỆT NAM - año de acuñación  |
| 2 Hao        | 1976    | Al    | Emblema de Vietnam | 2 HÀO - NGÀN HÀNG NHÀ NƯỚC VIỆT NAM - año de acuñación  |
| 5 Hao        | 1976    | Al    | Emblema de Vietnam | 5 HÀO - NGÀN HÀNG NHÀ NƯỚC VIỆT NAM - año de acuñación  |
| 1 Đồng       | 1976    | Al    | Emblema de Vietnam | 1 ĐỐNG - NGÀN HÀNG NHÀ NƯỚC VIỆT NAM - año de acuñación |

El 17 de diciembre de 2003, el Banco Estatal de Vietnam emitió una nueva serie de monedas. Las nuevas monedas, acuñadas en Finlandia, tienen las denominaciones de 200, 500, 1000, 2000 y 5000 đồng. Antes de estas acuñaciones, los vietnamitas tenían que cambiar los billetes por fichas auxiliares antes de adquirir bienes de las máquinas expendedoras.

| Denominación | Emisión | Metal    | Diámetro (mm) | Peso (g) | Grosor (mm) | Anverso                                                                    | Reverso                                                                               |
| ------------ | ------- | -------- | ------------- | -------- | ----------- | -------------------------------------------------------------------------- | ------------------------------------------------------------------------------------- |
| 200 Đồng     | 2003    | Cu+Ni    | 20,00         | 3,20     | 1,45        | Emblema de Vietnam - CỘNG HÒA XÃ HỘI CHỦ NGHĨA VIỆT NAM - año de acuñación | 200 ĐỐNG - Flor - NGÀN HÀNG NHÀ NƯỚC VIỆT NAM                                         |
| 500 Đồng     | 2003    | Cu+Ni    | 22,00         | 4,50     | 1,75        | Emblema de Vietnam - CỘNG HÒA XÃ HỘI CHỦ NGHĨA VIỆT NAM - año de acuñación | 500 ĐỐNG - Flor - NGÀN HÀNG NHÀ NƯỚC VIỆT NAM                                         |
| 1000 Đồng    | 2003    | Cu+Ni+Zn | 19,00         | 3,80     | 1,95        | Emblema de Vietnam - CỘNG HÒA XÃ HỘI CHỦ NGHĨA VIỆT NAM - año de acuñación | 1000 ĐỐNG - Pagoda Lý Bát Đế cerca de Hanói - NGÀN HÀNG NHÀ NƯỚC VIỆT NAM             |
| 2000 Đồng    | 2003    | Cu+Ni+Zn | 23,50         | 5,10     | 1,80        | Emblema de Vietnam - CỘNG HÒA XÃ HỘI CHỦ NGHĨA VIỆT NAM - año de acuñación | 2000 ĐỐNG - Palafito de la región del Altiplano Central - NGÀN HÀNG NHÀ NƯỚC VIỆT NAM |
| 5000 Đồng    | 2003    | Cu+Ni+Zn | 25,50         | 7,70     | 2,20        | Emblema de Vietnam - CỘNG HÒA XÃ HỘI CHỦ NGHĨA VIỆT NAM - año de acuñación | 5000 ĐỐNG - Pagoda del Pilar Único - NGÀN HÀNG NHÀ NƯỚC VIỆT NAM                      |

## Billetes
En 1978, el Banco Estatal de Vietnam introdujo los primeros billetes de 5 hao, 1, 5, 10, 20 y 50 đồng fechados en 1976. En 1980 se añadieron los billetes de 2 y 10 đồng, seguidos de los de 30 y 100 đồng en 1981.
En 1985 se introdujeron nuevos billetes de 5 hao, 1, 2, 5, 10, 20, 30, 50, 100 y 500 đong. Como la inflación seguía creciendo se añadieron más billetes de 200, 1000, 2000 y 5000 dong en 1987, 10 000 y 50 000 dong en 1990, 20 000 đong en 1991, 100 000 đồng en 1994, 500 000 đong en 2003 y 200 000 dong en 2006.

| Imagen | Denominación | Color predominante | Dimensiones | Descripción del anverso                                                                          | Descripción del reverso                                                               |
| ------ | ------------ | ------------------ | ----------- | ------------------------------------------------------------------------------------------------ | ------------------------------------------------------------------------------------- |
|        | 100 Đồng     | Marrón/Azul/Verde  | 120 × 59 mm | 100 - MỘT TRĂM ĐÔNG - Escudo de armas - CỘNG HÒA XÃ HỘI CHỦ NGHĨA VIỆT NAM                       | 100 - MỘT TRĂM ĐÔNG - Pagoda de Phổ Minh - NGÀN HÀNG NHÀ NƯỚC VIỆT NAM                |
|        | 200 Đồng     | Naranja            | 130 × 65 mm | 200 - HAI TRĂM ĐÔNG - Escudo de armas - Ho Chi Minh - CỘNG HÒA XÃ HỘI CHỦ NGHĨA VIỆT NAM         | 200 - HAI TRĂM ĐÔNG - Tractor - NGÀN HÀNG NHÀ NƯỚC VIỆT NAM                           |
|        | 500 Đồng     | Rosa               | 130 × 65 mm | 500 - NĂM TRĂM ĐÔNG - Escudo de armas - Ho Chi Minh - CỘNG HÒA XÃ HỘI CHỦ NGHĨA VIỆT NAM         | 500 - NĂM TRĂM ĐÔNG - Puerto de Hải Phòng - NGÀN HÀNG NHÀ NƯỚC VIỆT NAM               |
|        | 1000 Đồng    | Verde/Rosa         | 134 × 65 mm | 1000 - MỘT NGÌN ĐÔNG - Escudo de armas - Ho Chi Minh - CỘNG HÒA XÃ HỘI CHỦ NGHĨA VIỆT NAM        | 1000 - MỘT NGÌN ĐÔNG - Transporte de caucho - NGÀN HÀNG NHÀ NƯỚC VIỆT NAM             |
|        | 2000 Đồng    | Rosa/Azul/Violeta  | 134 × 65 mm | 2000 - HAI NGÌN ĐÔNG - Escudo de armas - Ho Chi Minh - CỘNG HÒA XÃ HỘI CHỦ NGHĨA VIỆT NAM        | 2000 - HAI NGÌN ĐÔNG - Fábrica textil - NGÀN HÀNG NHÀ NƯỚC VIỆT NAM                   |
|        | 5000 Đồng    | Azul               | 134 × 65 mm | 5000 - NĂM NGÌN ĐÔNG - Escudo de armas - Ho Chi Minh - CỘNG HÒA XÃ HỘI CHỦ NGHĨA VIỆT NAM        | 5000 - NĂM NGÌN ĐÔNG - Central hidroeléctrica - NGÀN HÀNG NHÀ NƯỚC VIỆT NAM           |
|        | 10 000 Đồng  | Rojo               | 140 × 68 mm | 10000 - MƯỞI NGÌN ĐÔNG - Escudo de armas - Ho Chi Minh - CỘNG HÒA XÃ HỘI CHỦ NGHĨA VIỆT NAM      | 10000 - MƯỞI NGÌN ĐÔNG - Bahía de Ha-Long - NGÀN HÀNG NHÀ NƯỚC VIỆT NAM               |
|        | 20 000 Đồng  | Azul               | 140 × 68 mm | 20000 - HAI MƯỞI NGÌN ĐÔNG - Escudo de armas - Ho Chi Minh - CỘNG HÒA XÃ HỘI CHỦ NGHĨA VIỆT NAM  | 20000 - HAI MƯỞI NGÌN ĐÔNG - Fábrica de comida enlatada - NGÀN HÀNG NHÀ NƯỚC VIỆT NAM |
|        | 50 000 Đồng  | Verde              | 140 × 68 mm | 50000 - NĂM MƯỞI NGÌN ĐÔNG - Escudo de armas - Ho Chi Minh - CỘNG HÒA XÃ HỘI CHỦ NGHĨA VIỆT NAM  | 50000 - NĂM MƯỞI NGÌN ĐÔNG - Puerto de Nhà Rồng - NGÀN HÀNG NHÀ NƯỚC VIỆT NAM         |
|        | 100 000 Đồng | Marrón             | 145 × 71 mm | 100000 - MỘT TRĂM NGÌN ĐÔNG - Escudo de armas - Ho Chi Minh - CỘNG HÒA XÃ HỘI CHỦ NGHĨA VIỆT NAM | 100000 - MỘT TRĂM NGÌN ĐÔNG - Casa natal de Hồ Chí Minh - NGÀN HÀNG NHÀ NƯỚC VIỆT NAM |

Hasta la fecha se han emitido cinco series de billetes, Exceptuando las series actuales del año 2003, todas las series anteriores se confundían entre sí y no tenían un diseño unificado.
Desde 2003, Vietnam ha sustituido todos los billetes impresos en papel de algodón por billetes de polímero.

| Imagen | Denominación | Color predominante | Dimensiones | Descripción del anverso                                                                          | Descripción del reverso                                                                           |
| ------ | ------------ | ------------------ | ----------- | ------------------------------------------------------------------------------------------------ | ------------------------------------------------------------------------------------------------- |
|        | 10 000 Đồng  | Marrón/Verde oliva | 132 × 60 mm | 10000 - MƯỞI NGÌN ĐÔNG - Escudo de armas - Ho Chi Minh - CỘNG HÒA XÃ HỘI CHỦ NGHĨA VIỆT NAM      | 10000 - MƯỞI NGÌN ĐÔNG - Plataformas petrolíferas - NGÀN HÀNG NHÀ NƯỚC VIỆT NAM                   |
|        | 20 000 Đồng  | Azul               | 136 × 65 mm | 20000 - HAI MƯỞI NGÌN ĐÔNG - Escudo de armas - Ho Chi Minh - CỘNG HÒA XÃ HỘI CHỦ NGHĨA VIỆT NAM  | 20000 - HAI MƯỞI NGÌN ĐÔNG - Puente japonés de Hội An - NGÀN HÀNG NHÀ NƯỚC VIỆT NAM               |
|        | 50 000 Đồng  | Rosa               | 140 × 65 mm | 50000 - NĂM MƯỞI NGÌN ĐÔNG - Escudo de armas - Ho Chi Minh - CỘNG HÒA XÃ HỘI CHỦ NGHĨA VIỆT NAM  | 50000 - NĂM MƯỞI NGÌN ĐÔNG - Huế - NGÀN HÀNG NHÀ NƯỚC VIỆT NAM                                    |
|        | 100 000 Đồng | Amarillo           | 144 × 65 mm | 100000 - MỘT TRĂM NGÌN ĐÔNG - Escudo de armas - Ho Chi Minh - CỘNG HÒA XÃ HỘI CHỦ NGHĨA VIỆT NAM | 100000 - MỘT TRĂM NGÌN ĐÔNG - Templo de la Literatura (Văn Miếu) - NGÀN HÀNG NHÀ NƯỚC VIỆT NAM    |
|        | 200 000 Đồng | Granate            | 148 × 65 mm | 200000 - HAI TRĂM NGÌN ĐÔNG - Escudo de armas - Ho Chi Minh - CỘNG HÒA XÃ HỘI CHỦ NGHĨA VIỆT NAM | 200000 - HAI TRĂM NGÌN ĐÔNG - Bahía de Ha-Long - NGÀN HÀNG NHÀ NƯỚC VIỆT NAM                      |
|        | 500 000 Đồng | Azul/Verde         | 152 × 65 mm | 500000 - NĂM TRĂM NGÌN ĐÔNG - Escudo de armas - Ho Chi Minh - CỘNG HÒA XÃ HỘI CHỦ NGHĨA VIỆT NAM | 500000 - NĂM TRĂM NGÌN ĐÔNG - Casa natal de Hồ Chí Minh en Kim Lien - NGÀN HÀNG NHÀ NƯỚC VIỆT NAM |

### Cheques al portador (1992-2002)
Entre 1992 y 2002 para hacer posibles las grandes transacciones realizadas a nivel industrial, el Banco Estatal de Vietnam emitió cheques al portador (Ngân Phiếu Thanh Toán) en denominaciones que iban de los 100 000 a los 5 000 000 de đồng. Para evitar las falsificaciones, estos cheques cambiaban cada 5 o 6 meses sus medidas de seguridad, y además caducaban en el mismo periodo de tiempo. Estos cheques estuvieron circulando hasta que el sistema bancario vietnamita se adaptó a las nuevas tecnologías y pudo realizar transacciones electrónicas con grandes cantidades.